# Lahoussoye
Lahoussoye és un municipi francès situat al departament del Somme i a la regió dels Alts de França. L'any 2007 tenia 340 habitants.

## Demografia

### Població

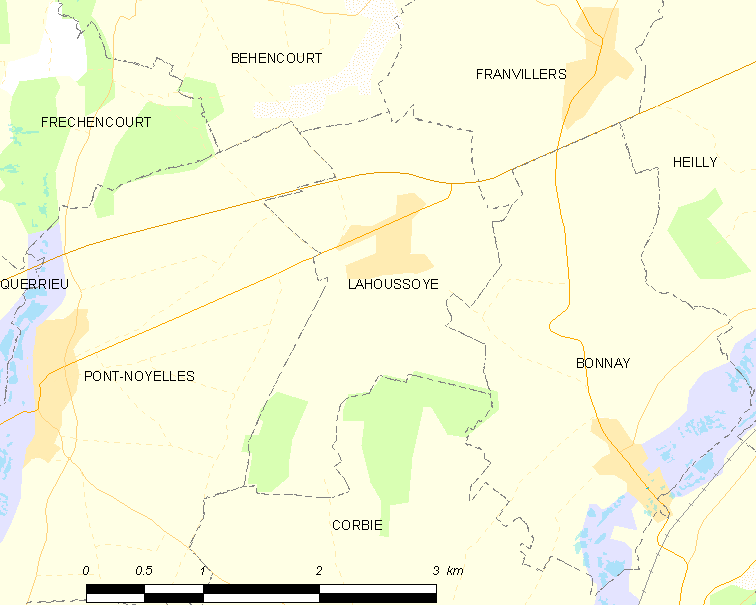
mapa municipi

El 2007 la població de fet de Lahoussoye era de 340 persones. Hi havia 121 famílies de les quals 20 eren unipersonals (12 homes vivint sols i 8 dones vivint soles), 31 parelles sense fills, 58 parelles amb fills i 12 famílies monoparentals amb fills.
La població ha evolucionat segons el següent gràfic:
Habitants censats

### Habitatges
El 2007 hi havia 129 habitatges, 125 eren l'habitatge principal de la família i 4 estaven desocupats. Tots els 128 habitatges eren cases. Dels 125 habitatges principals, 108 estaven ocupats pels seus propietaris, 12 estaven llogats i ocupats pels llogaters i 4 estaven cedits a títol gratuït; 1 tenia una cambra, 3 en tenien dues, 10 en tenien tres, 30 en tenien quatre i 82 en tenien cinc o més. 112 habitatges disposaven pel capbaix d'una plaça de pàrquing. A 40 habitatges hi havia un automòbil i a 81 n'hi havia dos o més.

### Piràmide de població
La piràmide de població per edats i sexe el 2009 era:
| Homes | Edats   | Dones |
| ----- | ------- | ----- |
| 0     | 95 o +  | 0     |
| 0     | 90 a 94 | 0     |
| 0     | 85 a 89 | 0     |
| 0     | 80 a 84 | 4     |
| 4     | 75 a 79 | 0     |
| 0     | 70 a 74 | 4     |
| 4     | 65 a 69 | 4     |
| 4     | 60 a 64 | 4     |
| 4     | 55 a 59 | 0     |
| 12    | 50 a 54 | 16    |
| 12    | 45 a 49 | 4     |
| 12    | 40 a 44 | 20    |
| 20    | 35 a 39 | 8     |
| 24    | 30 a 34 | 20    |
| 12    | 25 a 29 | 24    |
| 16    | 20 a 24 | 16    |
| 4     | 15 a 19 | 28    |
| 12    | 10 a 14 | 20    |
| 20    | 5 a 9   | 16    |
| 12    | 0 a 4   | 16    |

## Economia

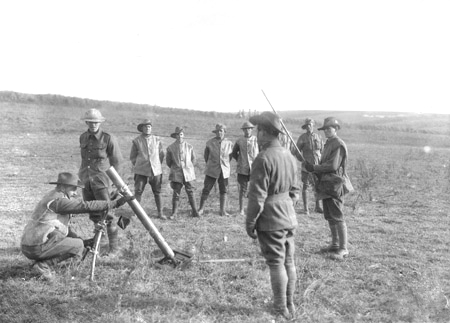
tropes australianes a la Primera Guerra Mundial

El 2007 la població en edat de treballar era de 242 persones, 189 eren actives i 53 eren inactives. De les 189 persones actives 178 estaven ocupades (94 homes i 84 dones) i 11 estaven aturades (4 homes i 7 dones). De les 53 persones inactives 25 estaven jubilades, 20 estaven estudiant i 8 estaven classificades com a «altres inactius».

### Ingressos
El 2009 a Lahoussoye hi havia 125 unitats fiscals que integraven 336 persones, la mediana anual d'ingressos fiscals per persona era de 20.565 €.

### Activitats econòmiques
Dels 4 establiments que hi havia el 2007, 1 era d'una empresa de construcció, 2 d'empreses de comerç i reparació d'automòbils i 1 d'una empresa d'informació i comunicació.
L'únic servei als particulars que hi havia el 2009 era una lampisteria.
L'any 2000 a Lahoussoye hi havia 5 explotacions agrícoles.

## Equipaments sanitaris i escolars
El 2009 hi havia una escola elemental integrada dins d'un grup escolar amb les comunes properes formant una escola dispersa.

## Poblacions més properes
El següent diagrama mostra les poblacions més properes.